# Petrokorbiwka
Petrokorbiwka (ukr. Петрокорбівка) – wieś na Ukrainie, w obwodzie kirowohradzkim, w rejonie kropywnyckim, w hromadzie nowhorodkiwskiej. W 2001 liczyła 384 mieszkańców.